# لوبتين
لوبتين (بالألمانية: Lübtheen) هي بلدة ألمانية تقع في ألمانيا في مكلنبورغ فوربومرن.[بحاجة لمصدر] يقدر عدد سكانها بـ 4,757 نسمة .